# Miguel Ríos y las estrellas del rock latino
Miguel Ríos y las estrellas del rock latino es el vigésimo álbum del cantante español Miguel Ríos, editado en 2001 por su sello Rock & Ríos.
Colaboran en este disco varios reconocidos artistas del rock latinoamericano y español, entre los que se encuentran Fher (Maná), Joaquín Sabina, Fito Páez, Rosendo Mercado, El Tri, Aterciopelados, La Ley, Charly García y Manolo García.
El álbum combina nuevos temas con otros de los músicos invitados como, por ejemplo, "Agradecido", de Rosendo. 

## Lista de canciones
1. "Corren tiempo perros" - 4:30
  - Música de Jaime Asúa. Letra de Miguel Ríos.
2. "Insurrección" - 3:45
  - Con Manolo García.
  - Música y letra de Quimi Portet y Manolo García.
3. "Cuando los ángeles lloran" - 4:31
  - Con Fher.
  - Música y letra de Fernando Olvera.
4. "Parte del aire" - 3:47
  - Con Fito Páez.
  - Música y letra de Fito Páez.
5. "Girar y girar" - 3:15
  - Música de Antonio García de Diego. Letra de Raquel Díaz y Nuria Díaz.
6. "Aves de paso" - 4:40
  - Con Joaquín Sabina.
  - Música de Pancho Varona, Joaquín Sabina y Antonio García de Diego. Letra de Joaquín Sabina.
7. "Maligno" - 3:38
  - Con Aterciopelados.
  - Música y letra de Héctor Buitrago y Andrea Echeverri.
8. "Yo no quiero volverme tan loco" - 4:06
  - Con Charly García.
  - Música y letra de Charly García.
9. "Al norte de playa Libertad" - 5:05
  - Música de John Parsons. Letra de Miguel Ríos.
10. "Eternidad" - 4:39
  - Con La Ley.
  - Música y letra de Beto Cuevas y Pedro Frugone.
11. "Triste canción" - 3:23
  - Con El Tri.
  - Música y letra de Alejandro Lora.
12. "Agradecido" - 3:40
  - Con Rosendo Mercado.
  - Música y letra de Rosendo.[1]

## Músicos participantes y personal
Músicos
- Vicente Climent: batería
- Marcelo Fuentes: bajo
- Osvi Greco: guitarra acústica, guitarra española, guitarra eléctrica y slide
- John Parsons: guitarra acústica, guitarra eléctrica y ebow
- Tito Dávila: piano , órgano, teclados y coros
- Rodney d'Assis: percusión
- Carlos Narea: percusión y coros
- Marcela Ferrari: coros
- Cristina Narea: coros
- Lúa Ríos: coros
- Jaime Asúa: coros[1]

Ingenieros
- Ángel Martos
- Pablo Lach[1]

Asistente
- Raúl Quílez[1]

Fotografía y estilo
- Luis del Amo
- Margaret Watty
- Juan Luis Vela
- Bernardo Rosetti
- Pablo Natale[1]